# Illya Soffer
Illya Soffer (Amsterdam, 14 november 1966) is een Nederlands politicoloog en belangenbehartiger in de gehandicaptenbeweging. Ze was van 2014 tot april 2025 directeur van Ieder(in), een koepelorganisatie voor mensen met een beperking of chronische ziekte.

## Opleiding en loopbaan
Soffer studeerde politicologie aan de Universiteit van Amsterdam. Ze werkte in haar loopbaan voor verschillende maatschappelijke organisaties, onder andere als campagnestrateeg en verandermanager. Ook was zij werkzaam als bestuursadviseur in de zorg- en welzijnssector. Voor haar aanstelling bij Ieder(in) was zij adviseur bij het organisatieadviesbureau TwynstraGudde, waar zij zich richtte op maatschappelijke thema’s en organisatievernieuwing.

## Ieder(in)
In 2014 werd Soffer benoemd tot directeur van Ieder(in), kort nadat deze organisatie was ontstaan uit een fusie van de Chronisch zieken en Gehandicapten Raad (CG-Raad) en het Platform Verstandelijk Gehandicapten (Platform VG). Tijdens haar directeurschap hield zij zich onder andere bezig met beleidsbeïnvloeding en de implementatie van het VN-verdrag inzake de rechten van personen met een handicap in Nederland.
Onder leiding van Soffer speelde Ieder(in) een invloedrijke rol in het nationale debat over de rechten van mensen met een beperking. Zo omschreef Ieder(in) het Kamerdebat van 19 december 2019 over de uitvoering van het VN-verdrag Handicap als scherp, maar met een matig resultaat, omdat minister De Jonge weigerde gemeenten te verplichten tot een Lokale Inclusie Agenda, ondanks de wettelijke plicht daartoe sinds de ratificatie van het verdrag. In de jaren daarna bleef Ieder(in) zich onder Soffers leiding inzetten voor structurele verbeteringen. Een belangrijke mijlpaal was de grondwetswijziging in 2023, waarbij handicap werd toegevoegd aan Artikel 1 van de Grondwet als non-discriminatiegrond. In 2024 voerde Ieder(in) de campagne 'Ons Geduld Is Op', waarmee het de politieke druk opvoerde richting het Kamerdebat van 10 december. Deze inspanningen resulteerden in de indiening en aanname van meerdere moties die gericht waren op het verbeteren van inclusie en toegankelijkheid voor mensen met een beperking.
Soffer beëindigde haar functie bij Ieder(in) in april 2025 en werd opgevolgd door Deborah Lauria.

## Boegbeeld in het publieke debat
Soffer kreeg brede media-aandacht als autoriteit op het gebied van inclusie en handicapbeleid, niet alleen namens Ieder(in) maar ook op persoonlijke titel; zo werd zij geregeld geciteerd in landelijke media zoals de Volkskrant, schreef zij opiniestukken en verscheen zij in een uitgebreid interview in Trouw over haar drijfveren, waarmee zij uitgroeide tot een herkenbaar boegbeeld en invloedrijk pleitbezorger in het publieke debat.
- International Standard Name Identifier: 0000 0003 9404 4815
- Nederlandse Thesaurus van Auteursnamen: 281297754
- Virtual International Authority File: 288461631
- WorldCat: E39PCjFJ3wpmTyC9pQdPwGckQm